# You Belong with Me
»You Belong with Me« je country-pop pesem ameriške glasbenice Taylor Swift. Pesem sta napisali Taylor Swift in Liz Rose, produciral pa jo je Nathan Chapman. Izšel je 21. aprila 2009, izdala pa ga je Big Machine Records kot tretji singl iz njenega drugega glasbenega albuma, Fearless. Taylor Swift je za besedilo pesmi »You Belong with Me« navdihnil njen moški prijatelj, ki ga je slišala, kako se je po telefonu prepira s svojim dekletom; kasneje je zgodbo sama razvijala še naprej. Pesem vsebuje mnoge elemente pop glasbe, besedilo pa govori o tem, kako Taylor Swift ne doseže želene ljubezni.
Glasbeni kritiki so pesmi »You Belong with Me« dodelili mešane ocene. Na dvainpetdeseti podelitvi nagrad Grammy je pesem prejela nominacijo za »pesem leta«, »posnetek leta« in »najboljši ženski pop vokalni nastop«. Pesem »You Belong with Me« je uživala velik komercialni uspeh; uvrstila se je med prvih deset pesmi na lestvicah v Avstraliji, Kanadi, Novi Zelandiji in Združenih državah Amerike. V Združenih državah Amerike je pesem najvišje uvrščen singl Taylor Swift na lestvici Billboard Hot 100 do danes, preko radija pa ga je poslušalo največ občinstva od pesmi »Breathe« Faith Hill iz leta 2000. Prejel je dve platinasti certifikaciji s strani organizacije Recording Industry Association of America (RIAA).
Videospot za pesem »You Belong with Me« je režiral Roman White. V videospotu se pokaže Taylor Swift v dveh vlogah; kot piflarka (protagonistka) in kot popularno dekle (antagonistka), medtem ko ameriški igralec Lucas Till zaigra glavno moško vlogo. Protagonistka se je zaljubila v lik Lucasa Tilla; njegovo dekle, antagonistka, pa se mu izneveri, drugače, kakor protagonistka. Na koncu se Taylor Swift kot piflarka in Lucas Till poljubita. Videospot je na podelitvi nagrad MTV Video Music Award leta 2009 dobil nagrado za »ženski videospot leta«, vendar Taylor Swift ni uspelo dokončati zahvalnega govora, saj jo je prekinil raper Kanye West, ki je protestiral v podporo Beyoncé Knowles. Incident je vzbudil veliko pozornosti v medijih, večina ljudi pa se je postavila v bran Taylor Swift. S pesmijo je nastopila na mnogih prireditvah, izvedla pa jo je tudi na svoji prvi samostojni turneji med letoma 2009 in 2010, Fearless Tour, kjer je bila pesem »You Belong with Me« prva izvedena pesem. Lastno verzijo pesmi je izvedlo tudi mnogo različnih glasbenikov, vključno z Butchom Walkerjem.

## Ozadje
Besedilo pesmi »You Belong with Me« je navdihnil moški prijatelj, ki ga je slišala, kako se po telefonu pogovarja s svojim dekletom. Govoril je nekoliko obrambno, saj je njegovo dekle vpilo nanj. Dejal ji je: »Ne, ljubica ... Hitro moram nehati govoriti po telefonu ... Poskušal te bom kmalu poklicati nazaj ... Seveda te ljubim. Bolj kot vse drugo! Ljubica, žal mi je.« Ker je bil ta fant tudi njena simpatija, se je v tisti situaciji trudila sočustvovati z njim, zato je Taylor Swift napisala to pesem. Ob pisanju pesmi s so-tekstopisko Liz Rose, je Taylor Swift razložila situacijo s svojo idejo in pesem zasnovala na podlagi kitice: »Na telefonu si s svojim dekletom / razburjena je zaradi nečesa, kar si povedal« (»You’re on the phone with your girlfriend / she’s upset, going off about something that you said«). Skupaj sta napisali zgodbo, kjer je Taylor Swift opisala svojo zaljubljenost v svojega moškega prijatelja in svojo željo, da bi zaradi nje prekinil s svojim dekletom. Taylor Swift je dejala, da besedilo pesmi govori »v bistvu o tem, kako si nekoga želiš, vendar je v zvezi z dekletom, ki ne spoštuje vseh. V bistvu je to neke vrste zgodba o 'sosednjem dekletu'. Všeč ti je tisti fant, ki ima v rokah tvoje celotno življenje in ga poznaš bolje kot neko popularno dekle, ki dobi vsakega fanta.« Taylor Swift je dejala: »Bilo je zares zabavno za naju, ko sva napisali kitico 'Ona nosi kratka krila, jaz nosim majice'.« Pesem »You Belong with Me« je najprej izšla kot promocijski singl iz albuma Fearless 4. novembra 2008, ekskluzivno za kampanjo trgovine iTunes Store; pesem je kot tretji singl iz albuma Fearless izšla 21. aprila 2009.

## Sestava
»You Belong with Me« je country pop pesem, ki traja tri minute in dvainpetdeset sekund. Po mnenju Kate Kiefer iz revije Paste je »izrecno pop pesem«. Pesem je napisana v ključu G-dur, vokali Taylor Swift pa se raztezajo čez dve oktavi, od G♭3 do D♭5. Leah Greenblatt iz revije Entertainment Weekly je menila, da so njeni vokali lahki in zveličavni, med tem ko je melodija »vesela«. Temu sledi procesija akordov G♭–D♭–A♭m.
Besedilo pesmi »You Belong with Me« meji na pripovedni način, saj Taylor Swift govori o sebi, moškem prijatelju, v katerega je zaljubljena in o njegovem dekletu. Greenblattova je njeno vlogo pripovedovalke označila za avtorsko vlogo v glasbi, ki opisuje stvari v zvezi z ljubeznijo in fanti kot »preveč težke, da bi jih lahko ujeli.«   
Craig Rosen iz revije The Hollywood Reporter verjame, da je besedilo pesmi »You Belong with Me« »izpovedno« in glede na scenarije tematsko kot besedila visoke šole, med tem ko je Taylor Swift »sosednje dekle, ki ima zlomljeno srce in se zato zateče h glasbi.« Lucy Davies iz BBC-ja je napisala: »Swiftova se v prozaični sliki sooča s fanti iz srednje šole.« V eni izmed ponavljajočih se kitic je Taylor Swift primerjala samo sebe z dekletom svojega prijatelja in reče: »Ona nosi visoke pete, jaz nosim superge / Ona je vodja navijačic, jaz sem na tribuni« (»She wears high heels, I wear sneakers / She's cheer captain, I'm on the bleachers«), kar Daviesova označi za zavist, saj ena izmed navijačic hodi z njenim prijateljem.

## Kritike
Pesem »You Belong with Me« je prejel mešane do pozitivne ocene s strani glasbenih kritikov. Na primer, Sean Dooley iz About.com je pesem »You Belong with Me« označil za »eno izmed najboljših pesmi iz albuma Fearless«, medtem ko je Johnny Davis iz revije The Observer verjel, da nekateri deli pesmi »lahko razdražijo britanska ušesa«, kljub temu pa je menil, da je pesem boljša od katerega koli singla pop pevke Hilary Duff. Lucy Davies iz BBC-ja tema pesmi ni navdušila, saj je enaka ostalim pesmim iz albuma Fearless ali iz prvega glasbenega albuma Taylor Swift, Taylor Swift. Menila je, da je pesem »You Belong with Me« »besedilna paleta, ki ima nekaj novih barv [...] in je ponavljajoča.« Jonathan Keefe iz revije Slant Magazine je dejal, da pesem »You Belong with Me« »ni njena najboljša pesem, vendar je težko napak razumeti njegovo izgradnjo.«
Revija The St. Petersburg Times je objavila članek, v katerem je zvok pesmi »You Belong with Me« opisal kot enak ostalim uspešnicam: »Pripoveduje o fantu, ki je ali ne ljubi, tako kot ona ljubi njega, ali pa želi oditi iz majhnega mesta.« Josh Love iz revije The Village Voice je menil, da je pesem »nenavadno modrostna in vključevalna«, kar se spozna skozi besedilo in temo pesmi »You Belong with Me«; Josh Love je omenil, da je tudi ena izmed »najboljših pesmi« na albumu Fearless. Leah Greenblatt iz revije Entertainment Weekly je napisala, da se glas Taylor Swift sklada z melodijo in instrumentacijo, ki, po njenem mnenju, »spolzek« in »prijazen za radio«. Rob Sheffield iz revije Blender je pesem »You Belong with Me« priporočil bralcem, Jeniffer Webb, iz revije About.com, pa je napovedala, da bodo pesem začele poslušati skupine različnih starosti. Jeniffer Webb je dejala: »Tradicija glasbenikov se nadaljuje in ima nekaj malega za vsakogar, zato ni čudno, da ima Taylor Swift toliko oboževalcev.«

### Nagrade in nominacije
Na 52. podelitvi nagrad Grammy je pesem »You Belong with Me« prejela tri nominacije. Pesem je prejela nominacijo za »pesem leta«, vendar jo je kasneje dobila Beyoncé Knowles za svoj singl »Single Ladies (Put a Ring on It)«, nominacijo za »posnetek leta«, ki ga je nazadnje dobila glasbena skupina Kings of Leon za singl »Use Somebody« ter nominacijo za »najboljši ženski pop vokalni nastop«, vendar je tudi tega kasneje dobila Beyoncé Knowles in sicer za svojo pesem »Halo«. Pesem »You Belong with Me« je prejela nagrado za »najboljšo pesem« na podelitvi nagrad Kids Choice Awards leta 2010 ter prejela nominacijo za »pesem leta« na 45. podelitvi nagrad Academy of Country Music Awards.

## Dosežki na lestvicah
Po tem, ko je pesem »You Belong with Me« izšla kot promocijski singl, je ob koncu tedna 22. novembra dosegla dvanajsto mesto lestvice Billboard Hot 100 zaradi 172.000 digitalno prodanih kopij in tako skupaj z bandom Jonas Brothers postala izvajalka, ki je imela leta 2008 na tej lestvici med prvimi dvajsetimi pesmimi največ lastnih pesmi (kasneje se je ta rekord podrl); pesem je iz lestvice Billboard Hot 100 izpadla v naslednjem tednu. Potem, ko je pesem izšla kot singl, se je pesem ponovno uvrstila na lestvico Billboard Hot 100 in sicer na sedeminosemdeseto mesto ob koncu tedna 16. maja leta 2009. Pesem »You Belong with Me« se je nato povzpela na tretje mesto lestvice Billboard Hot 100 v 15. avgustu 2009 in tako postala najvišje uvrščena pesem Taylor Swift na tej lestvici, naslov tega pa je prej pripadal pesmi »Love Story«, ki je januarja 2009 na lestvici dosegla četrto mesto. Preko radija je pesem poslušalo največ občinstva od pesmi »Breathe« Faith Hill iz leta 2000. V prihodnjem letu se je uvrstila na drugo mesto lestvice Billboard Hot 100. Pesem »You Belong with Me« je ena izmed trinajstih pesmi iz albuma Fearless, ki se je uvrstilo med prvih štirideset pesmi lestvice Billboard Hot 100, s katerimi je Taylor Swift podrla rekord za največ pesmi, ki so se na lestvici uvrstile med prvih štiridesetim pesmi iz enega albuma. Dosegla je tudi drugo mesto na lestvici Mainstream Top 40 (Pop Songs) in prvo mesto na lestvici Hot Country Songs ter lestvici Adult Contemporary. Pesem je prejela dvojno platinasto certifikacijo s strani organizacije Recording Industry Association of America (RIAA) za dva milijona prodanih kopij izvodov. V Kanadi se je pesem »You Belong with Me« najprej uvrstila na štiriinosemdeseto mesto lestvice, nazadnje pa zasedla tretjo mesto.
Pesem »You Belong with Me« je doživela velik uspeh na lestvicah na Novi Zelandiji in v Avstraliji. Ob koncu tedna 24. maja 2009 se je pesem uvrstila na petdeseto mesto lestvice Australian Singles Chart. Ob koncu tedna 5. julija 2009 je pesem na lestvici Australian Singles Chart dosegla peto mesto, kjer je ostala še tri tedne. Pesem »You Belong with Me« je dosegla oseminosemdeseto mesto na lestvici Australian Singles Chart. Prejela je tudi dvojno platinasto certifikacijo s strani organizacije Australian Recording Industry Association (ARIA) za 140.000 prodanih kopij. Ob koncu tedna 25. maja 2009 je pesem »You Belong with Me« pristala na osemindvajsetem mestu lestvice New Zealand Singles Chart in, po dveh tednih, zasedla peto mesto. Pesem je prejela zlato certifikacijo s strani organizacije Recording Industry Association of New Zealand (RIANZ) za 7.500 prodanih kopij.
Pesem je ob koncu tedna 18. julija 2009 dosegla devetindevetdeseto mesto na lestvici UK Singles Chart. Kasneje se je uvrstila na trideseto mesto na lestvici UK Singles Chart ob koncu tedna 26. septembra 2009. Na Irskem se je pesem uvrstila na dvanajsto mesto lestvice, kjer je vsega skupaj ostala šest tednov. V srednji Evropi se je pesem »You Belong with Me« uvrstila na enainšestdeseto mesto na lestvici Eurochart Hot 100 Singles Chart, enajsto mesto na lestvici Belgian Singles Chart (Flandrija) in dvaintrideseto mesto na lestvici Danish Singles Chart. Pesem »You Belong with Me« je podoben komercialni uspeh doživela tudi po preostali Evropi; uvrstila se je med prvih štirideset pesmi na lestvici Belgije (Valonija) ter med prvih petdeset pesmi na Švedskem.

## Videospot
Videospot pesmi »You Belong with Me« je režiral Roman White, govori pa o fantu in dekletu, ki živita v isti soseski, tema pa je enaka filmu iz leta 1999, Drive Me Crazy. V videospotu je Taylor Swift upodobila obe, protagonistko in antagonistko (kar je podobno videospotu za pesem Avril Lavigne, »Girlfriend«), ki sta opisani kot »piflarka, ki jo zavrača fant, ki ga ne more imeti« in »popularno dekle«. Taylor Swift je osebnost popularnega dekleta opisala kot »grozno in strašljivo in zastrašujočo in popolno«. Njeno simpatijo je upodobil ameriški igralec Lucas Till; Taylor Swift je Lucasa Tilla spoznala na snemanju filma Hannah Montana: The Movie v aprilu 2008. Kasneje ga je vprašala, če bi zaigral v njenem videospotu, saj jo je očaral njegov »kul videz« in jo je spominjal na njenega »sanjskega fanta«. V zvezi z njegovim igranjem v videospotu je Taylor Swift dejala: »Je absolutno popoln za to delo in je tudi zares zabaven za druženje.« Po njenem mnenju je zgodba videospota »očarljiva«; dejala je tudi, da »se gre v celotnem videospotu samo za to, da sedim tam in si želim, da bi lahko bila na njenem mestu.« V zvezi z zaključkom videospota je Roman White razložil, da Taylor Swift »postane to, kar zares je«, med tem ko doživi svoj srečni konec. Taylor Swift je komentirala: »Ena izmed mojih najljubših stvari v tem videospotu je to, da ne vsebuje standrdnih scen. Ta videospot vsebuje skoraj vso zgodbo in jaz sem jo napisala v trenutku, v bistvu sem jo ustvarila, ko se je vse dogajalo okoli mene.«
Videospot so posneli v dveh dneh in sicer v Gallatinu, Tennessee in Hendersonvilleu, Tennessee. Na prvi dan snemanja je Taylor Swift uporabila dvojnico, da sta se lahko obe, protagonistka in antagonistka, pojavili v eni sceni. V sceni, kjer se je pojavila med plesanjem, je Roman White zamenjal njeno rutinsko kitico z drugo, ki nima ritma; Taylor Swift je dejala: »Zabavala sem se tako, kot se že dolgo časa nisem, samo divjala sem in se premikala najbolj noro, kot mi je prišlo na pamet.« V drugem dnevu snemanja so najprej posneli sceno na plesu, nazadnje pa še nogometno tekmo, obe pa sta bili posneti v šoli Pope John Paul II High School, na šoli, kjer se je Taylor Swift prej šolala. Veliko učencev iz šole je sodelovalo kot stažisti, vključno z igralci nogometa, člani banda, navijačice in za zadnjo sceno na plesu. Pri snemanju touchdowna Lucas Till ni mogel ujeti žoge, zaradi česar je snemanje trajalo dlje. »Veliko dobrega in trdnega napora daš v to, da bi izgledalo dobro in na koncu res izgleda dobro,« je Taylor Swift dejala o snemanju.
Videospot se začne z Lucasom Tillom, ki se preko telefona prepira s svojim dekletom. Kakor hitro Taylor Swift, kot protagonistka, to opazi, začne komunicirati z njim tako, da čez okno svoje spalnice pokaže papir z napisom. Lucas Till zagrne svojo zaveso in Taylor Swift mu podrži list z napisom »Ljubim te.« Ko se začne refren pesmi, Taylor Swift začne peti in plesati pred ogledalom ter nekajkrat zamenja obleke. Lucas Till spet odgrne zaveso in začneta se spet pogovarjati. Nato Taylor Swift kot antagonistka se pripelje na prizorišče v rdečem zamenljivem avtomobilu in Lucas Till vstopi vanj; Taylor Swift kot antagonistka ga je poljubila in protagonistki nameni zloben pogled. Naenkrat se pojavi, kako navija na nogometni tekmi, med tem ko drug lik Taylor Swift navija na tribuni, kjer nastopa s šolskim bandom. Potem ko njihovo moštvo dobi touchdown, se Lucas Till obrne k svojemu dekletu in vidi, da se spogleduje z drugim tekmovalcem; medtem ko Taylor Swift, protagonistka, začne zijati od začudenja. Nato se pojavita v svoji spalnici in se spet pogovarjata preko listov papirja, na katere pišeta; Lucas Till vpraša Taylor Swift, protagonistko, če se bo udeležila plesa in ona mu nazaj napiše: »Ne, učim se« (»No, studying«). Kmalu za tem se pokaže Taylor Swift, kako se udeleži plesa, oblečena v belo obleko in ne izgleda več kot piflarka, med tem pa vsi njeni sošolci začnejo zijati od začudenja. Ko jo vidi Lucas Till, se sprehodi do nje in Taylor Swift se, kot antagonistka, postavi pred njega, vendar jo ignorira. Ob koncu videospota si Taylor Swift in Lucas Till pokažeta lista z napisom »Ljubim te« in se poljubita.

### Dosežki videospota
Videospot je premiero doživel 2. maja 2009 na CMT-ju. Chris Ryan je za MTV komentiral: »'You Belong with Me' je najstniški 'rom-com' (kup najstniških filmov, pravzaprav) spremenjen v videospot, kjer Taylor Swift igra dve različni vlogi (poglejte, no, Meryl Streep!).« See Dooley iz About.com je verjel, da se je Taylor Swift morala »dvojno potruditi«, da je zaigrala dve vlogi. V nekem članku za revijo The St. Petersburg Times je velika očala, ki jih je nosila Taylor Swift v videospotu primerjal s tistimi, ki jih je nosil Clark Kent. Michael Deacon iz revije The Daily Telegraph je menil, da je videospot primeren za pesem, saj »sta v njem oba enako sočna in dolgočasna«.
Na podelitvi nagrad MTV Video Music Awards leta 2009 je videospot dobil nagrado za »najboljši ženski videospot«. Med zahvalnim govorom je Taylor Swift zmotil raper Kanye West, ki je zgrabil mikrofon in dejal: »Žal mi je, vendar je Beyoncé [Knowles] posnela enega izmed najboljših videospotov vseh časov«, s čimer je ciljal na njen videospot »Single Ladies (Put a Ring on It)«. Po mnenju Jaysona Rodrigueza iz MTV News, je Beyoncé Knowles »gledala iz množice, presunjena.« Kasneje tistega večera je med zahvalnim govorom, ko je dobila nagrado MTV Video Music Award za »videospot leta« je Beyoncé Knowles povedala, kako je bilo, ko je prvič dobila nagrado za videospot skupaj s skupino Destiny's Child in koliko ji je to pomenilo. Nato je iz zaodrja poklicala Taylor Swift, da bi dokončala svoj zahvalni govor. Mnogi kritiki, slavne osebnosti in oboževalci so kritizirali Kanyea Westa in celo predsednik Združenih držav Amerike, Barack Obama, ga je skritiziral in ga označil za »bedaka«. Najprej se West na vse skupaj ni odzval, vendar se je nato javno opravičil Taylor Swift, ki ga je tudi sprejela. Videospot je prejel nominacijo za »videospot leta« na 45. podelitvi nagrad Academy of Country Music Awards. Na podelitvi nagrad CMT Music Awards leta 2010 je prejel nominacijo za »videospot leta« in za »ženski videospot leta«, vendar je prvo dobila Carrie Underwood s singlom »Cowboy Casanova«, drugo pa Miranda Lambert s singlom »White Liar«. Taylor Swift je bila na podelitvi nagrad MuchMusic Video leta 2010 nominirana za »najboljši videospot mednarodnega ustvarjalca«, ki jo je nazadnje dobila Miley Cyrus s singlom »Party in the U.S.A.«. Pesem je na podelitvi nagrad MuchMusic Video Award prejel tudi nominacijo za »Izbira ljudi: Najljubši mednarodni videospot«, vendar jo je nazadnje dobil Adam Lambert s pesmijo »Whataya Want From Me«.

## Nastopi v živo
Prvi televizijski nastop Taylor Swift s pesmijo »You Belong with Me« je bil brezplačen koncert na prostem, ki se je predvajal 29. maja 2009 na kanalu The Today Show. Po promociji pesmi je Taylor Swift nastopila na Tonight with Jay Leno, Studio 330 Sessions, glasbenem festivalu CMA Music Festival iz leta 2009, podelitvi nagrad CMT Music Awards leta 2009, in na glasbenem festivalu V Festival poleti leta 2009. S pesmijo »You Belong with Me« je nastopila tudi 13. septembra 2009 na podelitvi nagrad MTV Music Awards, istega dne, ko jo je Kanye West prekinil med zahvalnim govorom. Z nastopom je začela na bližnji postaji podzemne železnice, oblečena v rjav plašč in črno kapo in nato nadaljevala po podzemni železnici ter snela plašč in razkrila rdečo obleko. Nato se je nastop zaključil s tem, da je Taylor Swift pela pred rumenim taksijem. Kasneje je pesem izvedla tudi v oddajah The View in Saturday Night Live. Jeseni leta 2009 in čez zimo v letih 2009 in 2010 je Taylor Swift začela s promocijo za pesem »You Belong with Me« v državah zunaj Združenih držav Amerike; s pesmijo je nastopila v Veliki Britaniji na kanalu GMTV, na avstraljskem dobrodelnem koncertu v Sydneyju, imenovanem Sound Relief in na japonski pogovorni oddaji The Sukkiri Morning Show.
Taylor Swift je s pesmijo »You Belong with Me« nastopila na 52. podelitvi nagrad Grammy. Nosila je navadno belo bluzo in črne oprijete kavbojke in nastopila s pesmijo »Today Was a Fairytale« ter oznanila: »Je pravljično in mi je v veliko čast, da lahko nastopam s Stevie Nicks.« Nato sta obe, Taylor Swift in Stevie Nicks, zapeli svojo verzijo pesmi Fleetwooda Maca, »Rhiannon« (1976). Taylor Swift je nato zgrabila akustično kitaro, s katero je nastopila za tretji in zadnji del svojega nastopa, verzijo lastne pesmi »You Belong with Me«. Stevie Nicks je stopila v ozadje in površno tolkla na svoj tamburin in včasih stopila po mikrofon in zapela skupaj s Taylor Swift. Eric Ditzian iz MTV News je bil razočaran nad petjem Taylor Swift in Stevie Nicks, vendar je dejal, da sta »ustvarili utemeljen duet.« Po nastopu je v zvezi s petjem Taylor Swift zunaj ključa, ki ga je povzročil Scott Borchetta, Big Machine Records, da bi izdal splošno izjavo za branjenje nastopa.
S pesmijo »You Belong with Me« je nastopila kot s prvo pesmijo na svoji prvi samostojni turneji med letoma 2009 in 2010, Fearless Tour. Preden so Taylor Swift in njeni plesalci stopili na oder, se je predvajal posnetek; pokazal je mnoge slavne osebnosti, kot so Miley Cyrus, Demi Lovato, Faith Hill, Lucas Till in Taylor Swift sama, ki so povedali vsak svojo definicijo besede »fearless«. Potem, ko se je posnetek končal, so se člani spremljevalnega banda in plesalci pojavili na odru, oblečeni v rumene navijaške uniforme. Taylor Swift, oblečena v belo marširno uniformo, se nato prikaže iz dna odra in začne peti. Taylor Swift pohajkuje okoli po odru in poje, spremljevalni plesalci pa nastopajo kot navijači. Med nastopom se plesalci umaknejo in Taylor Swift začne maširati z bandom, nato pa razkrije svetlečo obleko pod uniformo; nato pa je v roke vzela akustično kitaro in dokončala nastop. Craig Rosen iz revije The Hollywood Reporter je verjela, da je nastop s pesmijo »You Belong with Me« in nastop s pesmijo »Should've Said No« 22. maja 2009 na koncertu v centru Staples Center v Los Angelesu, Kalifornija, požel največji uspeh.

## Ostale izvedbe pesmi
Kidz Bop Kids je pesem »You Belong with Me« posnel za digitalno izdajo pesmi v oktobru 2009, ki je vključevala sedemnajst nastavitev Kidz Bop. V novembru 2009 je ameriški rock pevec Butch Walker za digitalno izdajo posnel lastno verzijo pesmi »You Belong with Me«. James Christopher Monger iz Allmusic je dejal, da je bila njegova verzija pesmi posipana »z enako karaoke radostjo, kot prejšnje pesmi«. Bill Lamb iz About.com je kompozicijo pesmi opisal kot »prosto, skoraj smešen zvok« in »nekoliko bolj country, kot originalna verzija Taylor Swift«. Po mnenju Mikaela Wooda iz revije Billboard so ostale verzije inštrumentalno podpirane z banjom; trdil je, da so vse verzije pesmi »spletni uspeh«. Jonathan Keefe iz revije Slant Magazine je nastavitve te verzije pesmi opisal kot »fantastične« in njemu samemu dejal, da pesem »poudari enkratno melodijo in strukturo, pesem pa je resnično uspešna na prodajnih mestih.« Potem ko je slišala Walkerjevo verzijo pesmi, je Taylor Swift na svoji uradni spletni strani preko Twitter-ja napisala: »MEŠA se mi, ko jo poslušam!« Revija Band Hero je napisala, da je pesem »You Belong with Me« ena izmed petinšestdesetih pesmi, ki so »najprimernejše za radio«.

## Seznam verzij
| - US Digital Download 1. »You Belong with Me« (verzija z albuma) – 3:52 - 2-Track CD Single 1. »You Belong with Me« (verzija z albuma) – 3:52 2. »Love Story« – 3:54 | - AUS / EU Promo Single 1. »You Belong with Me« (radijski remix) – 3:54 - 2-Track CD Single 2 1. »You Belong with Me« (verzija z albuma) – 3:52 2. »You Belong with Me« (radijski remix) – 3:54 |

## Dosežki, prodaja in procesija
| Lestvica (2008—2009)                             | Dosežek |
| ------------------------------------------------ | ------- |
| Avstralija (ARIA Charts)                         | 5       |
| Belgija (Ultratip Flandrija)                     | 11      |
| Belgija (Ultratip Valonija)                      | 23      |
| Kanada (Canadian Hot 100)                        | 3       |
| Danska (IFPI)                                    | 32      |
| Nizozemska (Mega Single Top 100)                 | 68      |
| Evropa (European Hot 100 Singles)                | 14      |
| Madžarska (Rádiós Top 40)                        | 31      |
| Japonska (Japan Hot 100)                         | 14      |
| Irska (IRMA)                                     | 12      |
| Nova Zelandija (RIANZ)                           | 5       |
| Švedska (Sverigetopplistan)                      | 47      |
| Velika Britanija (The Official Charts Company)   | 30      |
| Združene države Amerike (U.S. Billboard Hot 100) | 2       |
| U.S. Adult Contemporary (Billboard)              | 1       |
| U.S. Country Songs (Billboard)                   | 1       |
| U.S. Pop Songs (Billboard)                       | 2       |

| Lestvica (2009)                            | Dosežek |
| ------------------------------------------ | ------- |
| Avstralija (ARIA)                          | 17      |
| Kanada (Canadian Hot 100)                  | 14      |
| Nova Zelandija (New Zealand Singles Chart) | 25      |
| Velika Britanija (Official Charts Company) | 177     |
| U.S. Billboard Hot 100                     | 11      |

| Lestvica (2000-2010)     | Dosežek |
| ------------------------ | ------- |
| Australian Singles Chart | 88      |

| Država                  | Certifikacija |
| ----------------------- | ------------- |
| Avstralija              | 2× platinasta |
| Nova Zelandija          | Platinasta    |
| Združene države Amerike | 2× platinasta |

### Pomembnejši dosežki
| Predhodnik: »Alright« od Dariusa Ruckerja                                  | U.S. Hot Country Songs - prvo mesto 22. avgust – 29. avgust 2009                                                | Naslednik: »Big Green Tractor« od Jasona Aldeana                                        |
| Predhodnik: »The Climb« od Miley Cyrus »Fallin' for You« od Colbie Caillat | U.S. Adult Contemporary - prvo mesto October 31, 2009–23. januar 2010 (prvi krog) 13. februar 2010 (drugi krog) | Naslednik: »Haven't Met You Yet« od Michaela Bubléa »Fallin' for You« od Colbie Caillat |